# Madho Singh I.

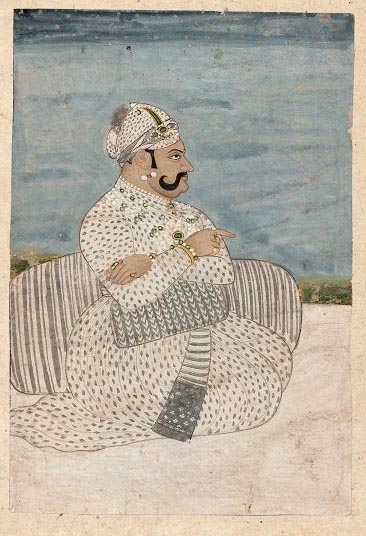
Madho Singh I.

Sawai Madho Singh I. (* Dezember 1728 in Jaipur; † 5. März 1768 ebenda) war Maharaja des Fürstenstaates Jaipur (Indien) in den Jahren 1750 bis 1768.

## Biografie
Madho Singh war der jüngere Sohn von Maharaja Sawai Jai Singh II. und kämpfte erbittert gegen seinen älteren Bruder Ishwari Singh (reg. 1743–1750) um die Macht, die er jedoch erst nach dessen Selbstmord erlangte. Es gelang ihm trotz seiner enormen Körperfülle (er wog ca. 250 kg) oder besser seiner Armee in mehreren Schlachten gegen benachbarte Fürstentümer und gegen die Marathen, die im Jahr 1751 Jaipur eingenommen hatten, die Oberhand zu behalten.
Zum Dank für Madho Singhs geleistete Vermittlungsdienste gegen seinen machtbesessenen Wezir Safdarjung übertrug ihm der politisch schwache Mogulherrscher Ahmad Shah im Jahr 1753 die ca. 100 km südöstlich von Jaipur gelegene Festung Ranthambore, was einen enormen territorialen Machtzuwachs bedeutete.